# Okkulte Wissenschaften
Okkulte Wissenschaften ist ein veralteter Sammelbegriff für diverse Disziplinen, die heute der Esoterik zugerechnet werden. Er scheint im 16. Jahrhundert aufgekommen zu sein und wurde im Zeitalter der Aufklärung problematisch, weil die Verbindung von „okkult“ mit „Wissenschaft“ nicht mehr als statthaft angesehen wurde. Zumeist wurden Astrologie, Alchemie und Magie zu den okkulten Wissenschaften gezählt, mitunter auch verschiedene Formen des Wahrsagens.
Nach einer Darstellung des Religionswissenschaftlers Wouter J. Hanegraaff geriet der Begriff „Okkulte Wissenschaften“ weniger aufgrund wissenschaftlicher Argumente, sondern hauptsächlich wegen der protestantischen Agitation gegen derartige „heidnische“ Ansichten in Misskredit.